# Bellator 127
Bellator 127: Straus vs. Wilcox foi um evento de artes marciais mistas promovido pelo Bellator MMA, ocorreu em 3 de outubro de 2014 no Pechanga Resort & Casino em Temecula, California. O evento foi transmitido ao vivo na Spike TV.

## Background
O evento teve como luta principal a luta de penas entre o ex-Campeão Peso Pena do Bellator Daniel Straus e o finalista do Torneio da 9ª Temporada Justin Wilcox.
O co-evento principal seria a luta de meio médios entre o ex-Campeão Meio Médio do Dream Marius Zaromskis e ex-Campeão Meio Médio do WEC Karo Parisyan. No entanto, em 24 de Setembro foi anunciado que Fernando Gonzalez substituiria Marius Zaromskis devido a uma lesão desconhecida. O oponente original de Fernando era Justin Baesman que enfrentará John Mercurio agora.